# 吉爾平縣
吉爾平县（英語：Gilpin County）是美國科羅拉多州中北部的一個縣。面積389平方公里。根據美國2000年人口普查，共有人口4,757人。縣治中央市（Central City）。
成立於1861年11月1日，是該州最早成立的十七個縣之一。縣名紀念科羅拉多準州首任州長威廉·吉爾平（William Gilpin）。